# August Gailit
August Gailit (Sangaste, Valgamaa, 9 de janeiro de 1891 – Örebro, Suécia, 5 de novembro de 1960) foi um escritor estoniano.

## Vida
August Georg Gailit nasceu em Sangaste, filho de carpinteiro e cresceu em uma fazenda em Laatre (atual Tõlliste). A partir de 1899 freqüentou as escolas da paróquia e da cidade de Valga e de 1905 até 1907 a escola municipal em Tartu. De 1911 até 1914 trabalhou como jornalista na atual Letônia e de 1916 até 1918 na Estônia. Na Guerra de Independência da Estônia contra a Rússia soviética ele participou como  correspondente de guerra.
De 1922 até 1924 August Gailit viveu na Alemanha, França e Itália. Depois disso ele trabalhou como escritor independente em Tartu e a partir de 1934 em Tallinn. De 1932 até 1934 foi diretor do Teatro Vanemuine em Tartu.
Em 1932 August Gailit casou com a atriz Elvi Nander (1898-1981) e em 1933 nasceu a sua filha Aili-Viktooria.
Com a ocupação da Estônia pela União Soviética Gailit fugiu com sua família, em setembro de 1944, para a Suécia, onde trabalhou como escritor.

## Escritor
Já em 1917 August Gailit juntamente com alguns outros escritores e poetas fundaram um grupo literário chamado "Siuru", que com seus poemas eróticos e escandalosos causaram muita sensação. Até mesmo as primeiras prosas de Gailit têm freqüentemente um conteúdo erótico. As situações e os personagens representados são drasticamente ou ridiculamente retratados. Sobretudo, até o meio da década de 1920 Gailit recebeu forte influência do neo-romantismo. Oswald Spengler e Knut Hamsun exerceram também grande influência em seus trabalhos. Além disso, August Gailit teve também reconhecimento por seus trabalhos em folhetins.
Apenas com seu famoso romance Toomas Nipernaadi (que se tornou filme em 1983) pode o seu trabalho tornar-se mais realístico e lírico. Nele ele descreve a vida de um vagabundo e romântico aventureiro.
Além disso, temas políticos tiveram grande destaque em seus trabalhos. O romance Isade maa (1935) aborda o tema sobre a guerra de independência estoniana 1918-20. Em seu romance Üle rahutu vee (publicado em 1951, em Göteborg) Gailit trata também do acontecimento trágico que foi ter que abandonar a sua terra natal.

## Obras selecionadas
- "Kui päike läheb looja" (conto, 1910)
- "Saatana karussell" (coleção de novelas, 1917)
- "Muinasmaa" (romance, 1918)
- "Klounid ja faunid" (folhetim, 1919)
- "Rändavad rüütlid" (coleção de novelas, 1919)
- "August Gailiti surm" (coleção de novelas, 1919)
- "Purpurne surm" (romance, 1924)
- "Idioot" (coleção de novelas, 1924)
- "Vastu hommikut" (coleção de novelas, 1926)
- "Aja grimassid" (folhetim, 1926)
- "Ristisõitjad" (coleção de novelas, 1927)
- "Toomas Nipernaadi" (romance, 1928)
- "Isade maa" (romance, 1935)
- "Karge meri" (romance, 1958)
- "Ekke Moor" (romance, 1941)
- "Leegitsev süda" (romance, 1945)
- "Üle rahutu vee" (romance, 1951)
- "Kas mäletad, mu arm?" (prosa, 3 volumes, 1951–1959)